# Olenek
| System                        | Oddział  | Piętro    | Wiek (mln lat) |
| ----------------------------- | -------- | --------- | -------------- |
| Jura                          | wczesna  | Hettang   | młodsze        |
| Trias                         | Górny    | Retyk     | 201,3–208,5    |
| Trias                         | Górny    | Noryk     | 208,5–227,0    |
| Trias                         | Górny    | Karnik    | 227,0–237,0    |
| Trias                         | Środkowy | Ladyn     | 237,0–242,0    |
| Trias                         | Środkowy | Anizyk    | 242,0–247,2    |
| Trias                         | Dolny    | Olenek    | 247,2–251,2    |
| Trias                         | Dolny    | Ind       | 251,2–251,902  |
| Perm                          | Loping   | Czangsing | starsze        |
| Podział według ICS, luty 2017 |          |           |                |

Olenek (ang. Olenekian)
- w sensie geochronologicznym: drugi wiek wczesnego triasu, trwający według przyjmowanego do 2012 roku przez Międzynarodową Komisję Stratygrafii podziału triasu około 3,6 miliona lat (od ok. 249,5 do ok. 245,9 mln lat temu)[1]; w roku 2012 Komisja poprawiła datowanie na od 251,2 do 247,2 mln lat temu[2]. Olenek jest młodszy od indu a starszy od anizyku.

- w sensie chronostratygraficznym: drugie piętro dolnego triasu w eratemie mezozoicznym. Olenek jest wyższy od indu a niższy od anizyku. Stratotyp oleneku nie został jeszcze zatwierdzony. Dolną granicę wyznacza pierwsze wystąpienie konodonta Neospathodus waageni Sweet, 1970.

Nazwa piętra (wieku) pochodzi od rzeki Oleniok na Syberii.

## Fauna oleneku

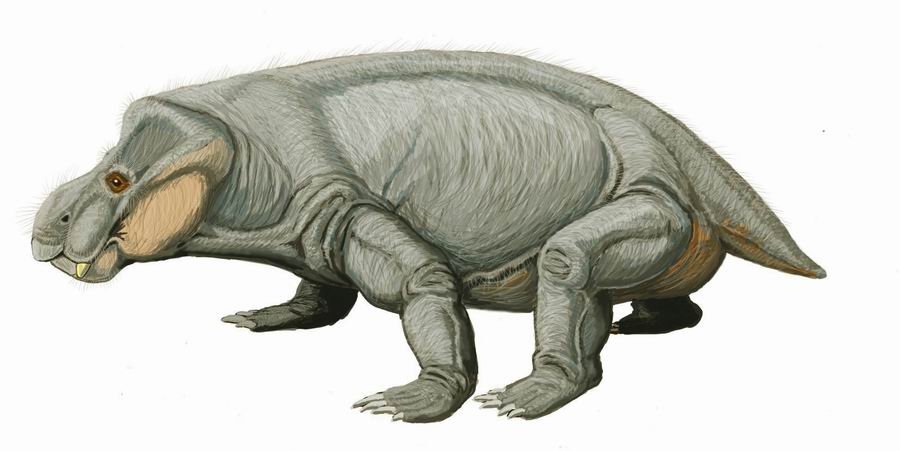
Kannemeyeria

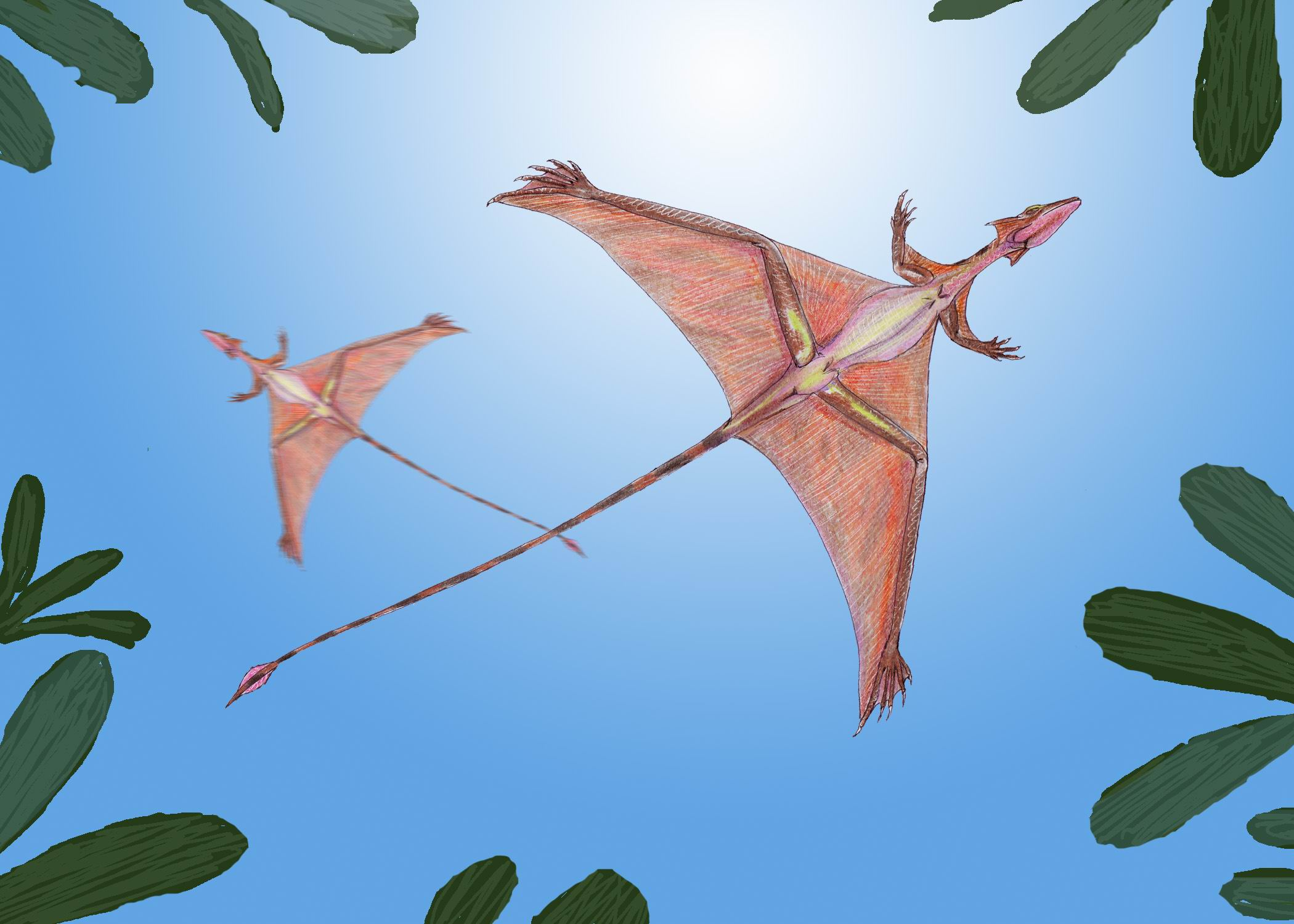
Sharovipteryx mirabilis

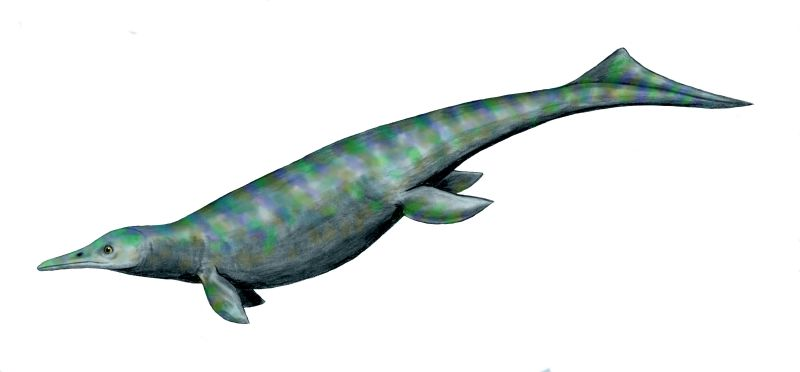
Utatsusaurus hataii

### Terapsydy
- Cynognat – cynodon; RPA, Lesotho, Argentyna, Chiny
- Kannemeyeria – dicynodon; RPA, Argentyna, Indie, Australia

### Archozauromorfy
- Chasmatosuchus – Proterosuchidae; RPA, Chiny
- Garjainia – erytrozuch; Rosja
- Szarowipteryks – Prolacertiformes

### Ichtiozauryi pozostałeIchthyopterygia
- Grippia – Grippidae; Grenlandia, Chiny, Japonia, Kanada
- Utatsuzaur – Utatsusauridae; Japonia, Kanada
- Czaohuzaur – Grippidia; Chiny